# Borča
Borča (em cirílico:Борча) é uma vila da Sérvia localizada no município de Palilula, pertencente ao distrito de Belgrado, nas regiões de Pančevački Rit e Banat serbe. A sua população era de 41757 habitantes segundo o censo de 2009.

## Demografia
| 1948  | 1953  | 1961  | 1971  | 1981   | 1991   | 2002   |
| ----- | ----- | ----- | ----- | ------ | ------ | ------ |
| 3 532 | 3 384 | 4 330 | 9 487 | 18 549 | 26 895 | 35 150 |